# Tipula (Yamatotipula) subeluta
Tipula (Yamatotipula) subeluta is een tweevleugelige uit de familie langpootmuggen (Tipulidae). De soort komt voor in het Nearctisch gebied.